# Black Abbey (Kilkenny)

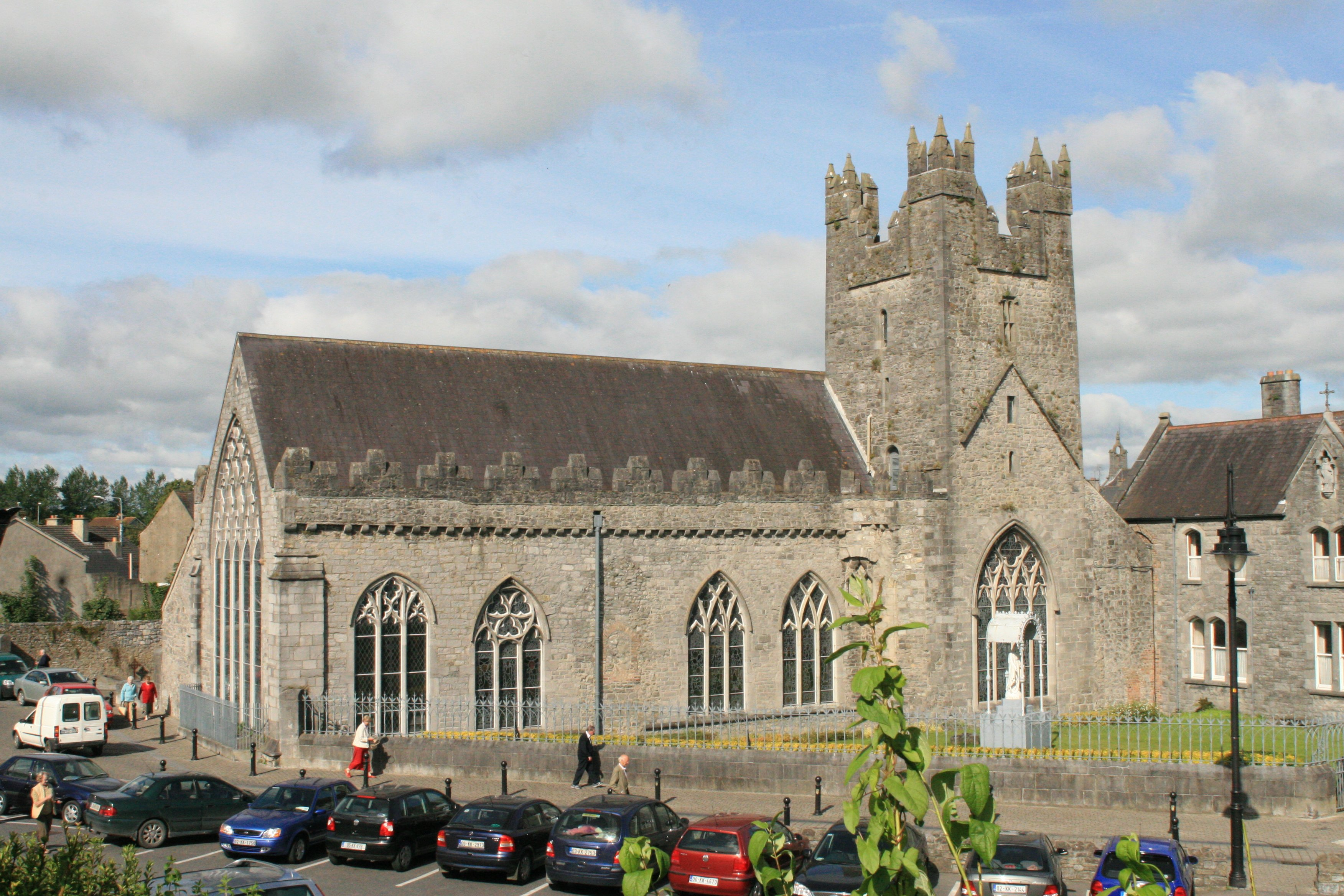
Kirche aus Südosten: links das Südquerhaus, rechts der Turm mit Anschlussspuren des verlorenen Chors, im Chorbogen ein neugotisches Fenster

Black Abbey (irisch An Mhainistir Dhubh) ist ein 1225 durch William Marshall den Jüngeren gegründetes Priorat der Dominikaner in Kilkenny, das der heiligen Dreieinigkeit gewidmet wurde. Es ist das einzige im Mittelalter gegründete Kloster der Dominikaner in Irland, das heute noch besteht. Der aus der Umgangssprache übernommene Name Black Abbey ergibt sich aus dem schwarzen Ordensmantel der Dominikaner, die auch die „schwarzen Brüder“ bzw. auf Englisch die blackfriars genannt werden.

## Geographische Lage

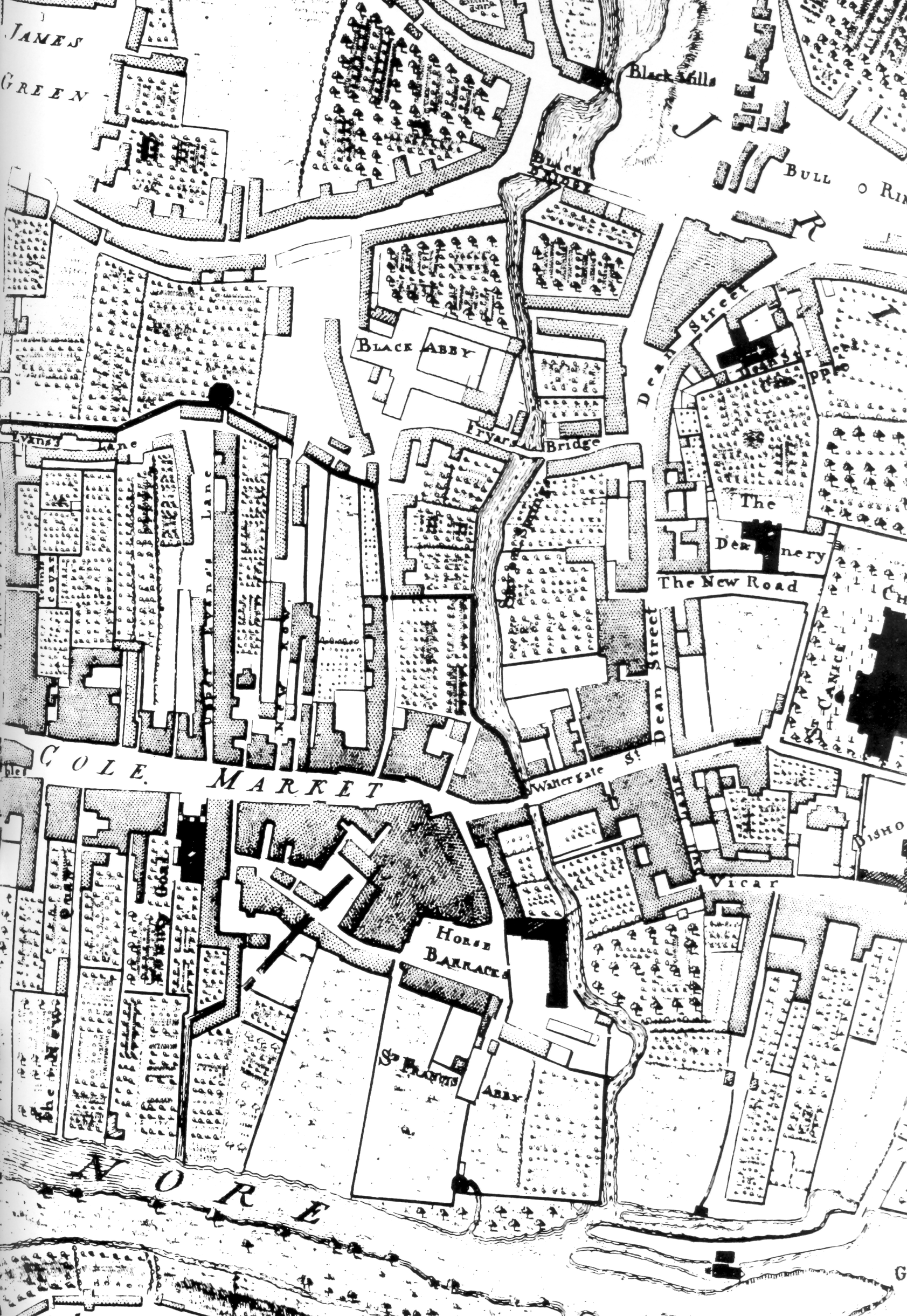
Auszug einer Stadtkarte von Kilkenny aus dem Jahre 1758, in der Norden auf der rechten Seite liegt. In der Mitte der Karte ist die Bregagh als vertikal verlaufende Linie zu erkennen. Zentral in der oberen Hälfte des Kartenausschnitts liegt Black Abbey, direkt südlich und damit links des Breagagh. In der Mitte des rechten Kartenrands ist die Sankt-Canice-Kathedrale eingezeichnet.

Zu Beginn des 13. Jahrhunderts war die Stadt Kilkenny zweigeteilt. Nördlich des Flusses Breagagh lag um die Sankt-Cainnech-Kathedrale der irisch dominierte Teil der Stadt, Irishtown genannt. Südlich davon befand sich die befestigte Ansiedlung der anglo-normannischen Invasoren. William Marshal schenkte den Dominikanern für das Kloster einen Platz südlich der Breagagh, der außerhalb der beiden Teilstädte im Flutbereich der Breagagh lag. Die Dominikaner dokumentierten damit einerseits die Offenheit gegenüber beiden Seiten, und es entsprach auch andererseits ihrer Präferenz, sich außerhalb der Stadtmauern anzusiedeln. Die nahe Lage zur Breagagh setzte das Kloster der Gefahr von Überflutungen aus. Um dieser Gefahr zu begegnen, wurde eine aufwändiges Drainagesystem konstruiert, dessen Umbau seit 1800 zu einer Reihe sehr schadensreicher Flutungen der Kirche und angrenzenden Klosteranlagen geführt hat. Prinzipiell ist es ungewöhnlich, dass so eine bedrohliche Lage überhaupt ausgesucht wurde. Hier gibt es die weit akzeptierte Auffassung, dass ein bereits existierender Turm den Gründern attraktiv genug erschien, um diesen Platz dennoch zu wählen.

## Geschichte

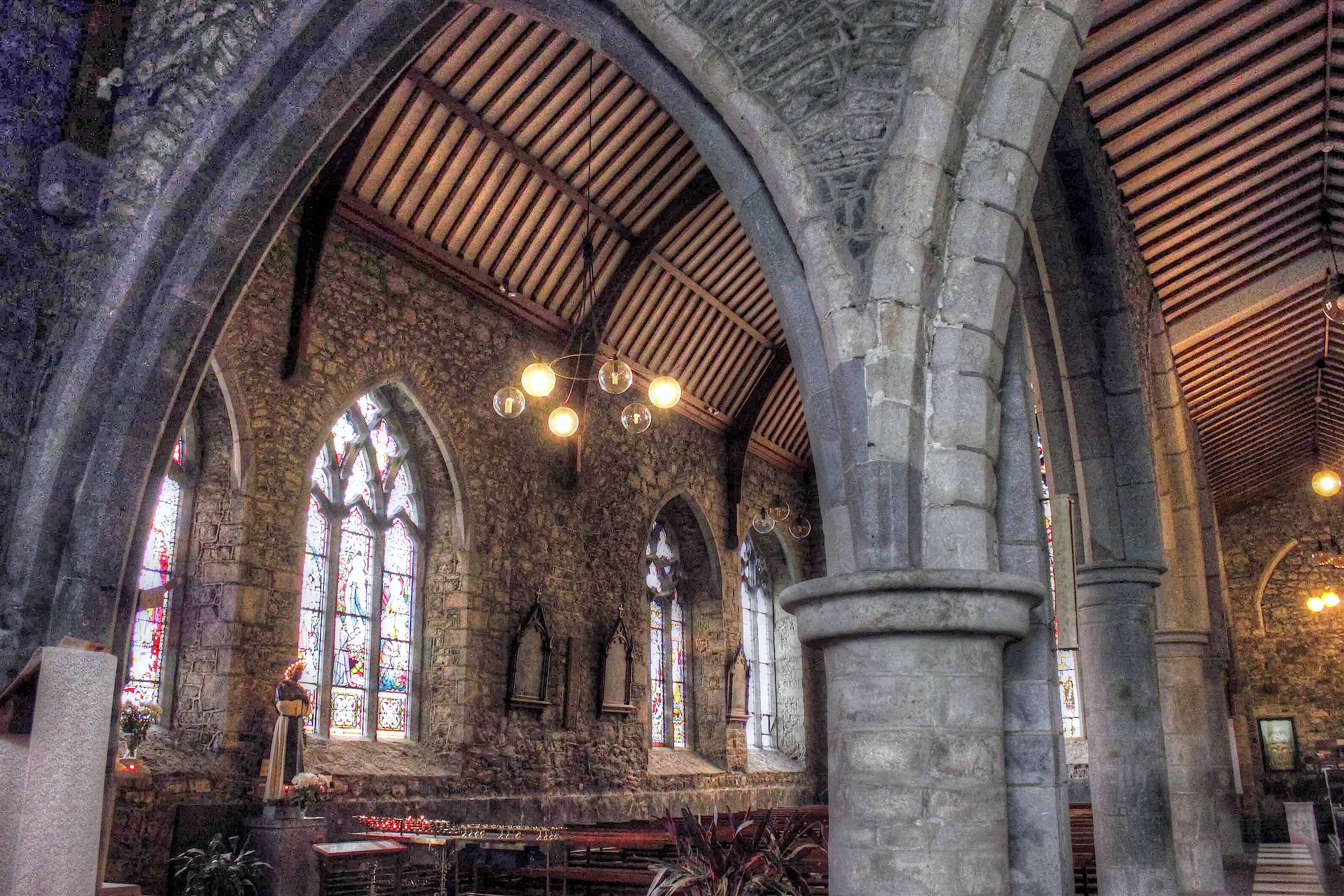
Holzdecken hoher und niedriger Schiffe

William Marshall der Jüngere, zweiter Earl of Pembroke, der 1225 das Kloster gründete, verstarb 1231. Obwohl er der Gründer war, wurde er nicht in Black Abbey beerdigt, sondern in London. Aber sein Bruder Richard, der 1234 an einer Kriegswunde verstarb, wurde im Chor bestattet. Das Kloster erhielt auch nach der Gründung zahlreiche weitere Schenkungen, die für die Jahre 1244, 1251, 1274, 1353, 1395, 1437 und 1519 dokumentiert sind. Der großen Pestpandemie fielen am 6. März 1348 sechs Brüder zum Opfer.
1540 wurde das Kloster im Rahmen der Reformation aufgelöst. Die Dominikaner mussten das Kloster zuerst verlassen, konnten aber während der Herrschaft von Maria I. zurückkehren. Zur Zeit der ersten Begutachtung gehörten zu dem Kloster eine Kirche, ein Glockenturm, eine kleine Burg (Turm) neben der Kirche, ein Dormitorium über dem Kapitelsaal, das King's Chamber mit einem Türmchen, ein Getreidespeicher mit zwei Kellern, ein Bauernhof mit zugehörigem Land, das Zimmer des Priors, Will Dowlaghe's Chamber, ein Turmbau über einem Tor, 33 Wohnhäuser mit zugehörigem Land, über 180 Acres Land, eine Burg bei Tullaghpissane und eine Mühle am River Nore. Die gesamten Besitztümer wurden auf 12 Pfund und 4 Schillinge geschätzt. Im nachfolgenden Jahr, am 4. Januar 1541, wurde der gesamte Besitz wegen der kriegerischen Auseinandersetzungen nur noch mit 7 Pfund und 9 Schillingen bewertet. Das Klostergebäude fiel zusammen mit einem Haus für Leprakranke 1543 an die Stadt, die die Kirche als Gerichtssaal verwendete.
Auch nach der Reformation blieb Kilkenny trotz des hohen englischstämmigen Bevölkerungsanteils weitgehend katholisch. Nach dem Tode der Königin von England und Irland, Elisabeth I., gab es 1603 wieder Hoffnung auf eine Wende wie zuvor bei Maria I. Drei Dominikaner nutzten die Gelegenheit und stürmten die Kirche, warfen das Mobiliar für die Gerichtssitzungen hinaus und errichteten einen Altar für die Heilige Messe. Die in Jakob I. gesetzten Hoffnungen erfüllten sich jedoch nicht, so dass die Dominikaner ein weiteres Mal das Kloster verlassen mussten.
In der Zeit von 1642 bis 1649 wurde Kilkenny die Hauptstadt der irischen Konföderation, die sich dem englischen Herrschaftseinfluss widersetzte. Dies ermöglichte den Dominikanern erneut die Inbesitznahme des Klosters und die Eröffnung einer Schule für Theologie. 1643 fand ein Provinzkapitel der irischen Dominikaner in Kilkenny statt.
Nach der Niederlage der Konföderation gegen Oliver Cromwell wurde auch Kilkenny von der Härte des nachfolgenden Terrors betroffen. In ganz Irland gelang es mehr als 70 Dominikanern, in dieser Zeit im Untergrund zu überleben. Beginnend mit der Herrschaft Karls II. entspannte sich die Lage etwas, so dass Dominikaner wieder nach Kilkenny zurückkehren konnten, allerdings ohne Möglichkeit, wieder in das Kloster zurückzukehren, so dass sie in privaten Häusern der Gemeindemitglieder lebten und ihre Messen abhielten.
Am Ende des 17. Jahrhunderts erfolgte jedoch die Order, dass alle katholischen Bischöfe und Mönche das Land verlassen müssen oder sonst eingekerkert würden. Rückkehrern drohte ab dem 1. Mai 1698 die Strafe für Hochverrat. Dies führte dazu, dass über 700 Mönche Irland verließen, darunter auch mindestens 118 Dominikaner. Sie reisten überwiegend nach Frankreich und Spanien; fast niemand kehrte zurück. Etwa siebzig oder achtzig Dominikaner verblieben in Irland, wovon nicht wenige den Rest ihres Lebens im Gefängnis verbrachten. Priester durften in Irland verbleiben, sofern sie sich registrierten. Diese Regelung wurde erlassen in der Hoffnung, dass die Zahl der Priester im Laufe der Zeit zurückgehen würde. Dennoch gab es Bemühungen, neue Priester wieder vom Kontinent zurückzuholen, und 1712 suchte die Stadt Kilkenny insgesamt 13 Priester. Auf diese Weise kamen einige Dominikaner wieder nach Kilkenny, die allerdings weiterhin nicht in das ehemalige Kloster ziehen konnten. Sie wohnten stattdessen in einem Gebäude in Irishtown.

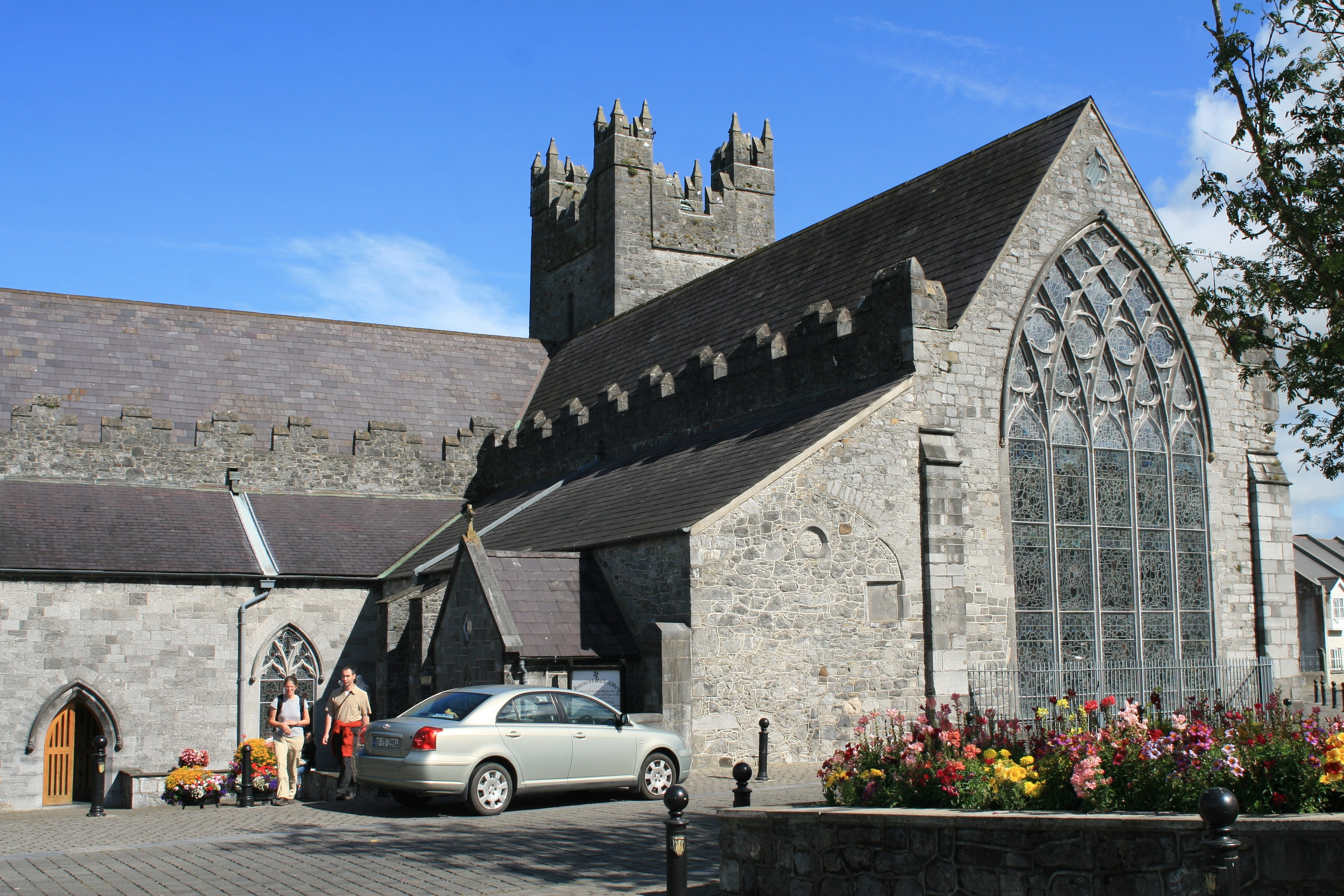
Aus dem 14. Jahrhundert: Südfenster des Südquerhauses und Schleppdächer über den Seitenschiffen beider Gebäudeflügel

1776 wurde das Kloster kaum noch benutzt, das Dach über dem Kirchenschiff, dem südlichen Querschiff und dem Chor war eingefallen. Die Wände der Seitenschiffe waren in einem schlechten Zustand, die Nordwand des Kirchenschiffs fehlte vollständig. Die Pfeiler der Arkaden versanken weitgehend im Schutt. In dieser Zeit kam ein junger Dominikaner namens Michael Vincent Meade nach Kilkenny, der die Ruinen für einen Betrag von vier Pfund im Jahr pachtete. Da er weder über Baumaterial noch einen Bauplatz verfügte, riss er den aus dem 13. Jahrhundert stammenden Chor ab, um mit den so gewonnenen Steinen an der gleichen Stelle ein zweistöckiges Gebäude zu errichten, in dem die Dominikaner 120 Jahre lang in Kilkenny wohnen sollten.
Alle Versuche, die Kirche wieder herzurichten und einzuweihen, scheiterten an den Rahmenbedingungen, u. a. auch an den zuständigen Bischöfen. Erst 1816 erhielt der Prior Patrick Moore die Erlaubnis und das Mandat, das Kloster wieder zu eröffnen. Die Restaurierungsarbeiten konzentrierten sich auf das südliche Querschiff, und am 25. September 1816 konnte nach langer Zeit die erste öffentliche Messe gefeiert werden. Kurz danach verfügte der Bischof wieder die Schließung. Dennoch wurden 1859 die Restaurierungsarbeiten unter der Leitung des irischen Architekten J. J. McCarthy fortgesetzt. Nach vielen Hindernissen gelang die Restaurierung des Kirchenschiffs, so dass dieses am 22. Mai 1864 durch den Bischof wieder eingeweiht wurde.

## Architektur
Die um 1225 begonnene Kirche wurde hundert Jahre später beträchtlich erweitert. Sie erhielt das Südquerhaus, das länger ist als das Langhaus, und beiden wurden niedrige Seitenschiffe angehängt. Die Kirche hatte seither einen T-förmigen Grundriss. Der östlich gelegene Chor wurde in der zweiten Hälfte des 18. Jahrhunderts abgerissen und nicht wieder aufgebaut. In der heutigen, wiederaufgebauten Form besteht das Gotteshaus aus dem Mittelturm und zwei Flügeln, beide mit pseudobasilikalem aber asymmetrischem Querschnitt aus einem hohen Schiff und einem niedrigeren Seitenschiff. Der Mittelturm ist kein echter Vierungsturm, denn das Südquerhaus wurde im Vierzehnten Jahrhundert mit zwei Bögen an die älteren Teile der Kirche angeschlossen, von denen nur einer unter dem Turm steht. Das Erdgeschoss des Turms hat ein weitestgehend hölzernes Fächergewölbe aus den 1970er Jahren, das ein Gewölbe aus dem späten 15. oder frühen 16. Jahrhundert imitiert. Alle übrigen Teile des Kirchenraums haben hölzerne Decken in Form von Tonnen oder Halbtonnen. Derartige Deckung der Kirchenräume ist auf den britischen Inseln bei mittelalterlichen ebenso wie bei historistischen Bauten gängig. Außer dem großen Stirnfenster des Südquerhauses hat die Kirche noch weitere Buntglasfenster.